# مارك جانت
مارك جانت (بالإنجليزية: Mark Gantt)‏ هو مخرج وممثل أمريكي، ولد في 10 ديسمبر 1968 بستوكتون في الولايات المتحدة.

## أعمال

### أفلام
- (1997) بركان[5]

## وصلات خارجية
- مارك جانت على موقع IMDb (الإنجليزية)
- مارك جانت على موقع قاعدة بيانات الفيلم (الإنجليزية)